# Maximiliano Silvera
Maximiliano Joaquín „Maxi” Silvera Cabo (ur. 5 września 1997 w Pando) – urugwajski piłkarz występujący na pozycji napastnika, od 2024 roku zawodnik Peñarolu.